# Alina Komasjtjuk
Alina Ivanivna Komasjtjuk (ukrainska: Аліна Іванівна Комащук), född 24 april 1993 i Netisjyn, är en ukrainsk fäktare.
Vid OS 2016 och vid OS 2024 ingick Komasjtjuk i det ukrainska laget som tog silver respektive guld i sabel.